# Дремлик мелколистный
Дре́млик мелколи́стный (лат. Epipáctis microphýlla) — травянистое растение рода Дремлик семейства Орхидные (Orchidaceae).

## Название
Русское название род Дремлик получил из-за поникающих, как бы «дремлющих» цветков.
Видовой эпитет связан с небольшой величиной листьев.

## Ботаническое описание

### Морфология
Многолетнее растение с коротким корневищем и длинными многолетними корнями, живущими до 8—9 лет.
Стебель 17—40 (до 55) см высотой, вверху мелко опушённый.
Листья мелкие, числом 3—5 (до 8), 1,5—2,5 см длиной и до 9 мм шириной, от яйцевидных до ланцетных, по краю очень мелко опушённые.
Соцветие — рыхлая однобокая кисть из 3—15 (до 30) цветков, с густо опушённой осью. Цветки зеленоватые, со слабым ароматом гвоздики. Листочки наружного круга околоцветника (чашелистики) 7 мм длиной, вытянуто-овальные, снаружи мелко опушённые, зеленовато-красноватые. Внутренние боковые листочки (лепестки) — 5—6 мм длиной беловато-зелёные, заострённые. Губа поперечной вырезкой поделена на две части; задняя её часть (гипохилий) зеленовато-коричневой окраски, округлая, около 3 мм в диаметре; передняя доля (эпихилий) от беловато-зелёной до розовато-зелёной, около 4 мм в диаметре, сердцевидная, с морщинистыми бугорками, сросшимися в виде сердца. Прилипальце развито, но не функционирует (не клейкое).
Завязь и цветоножка густо опушены.
Плод — коробочка.
Диплоидный набор хромосом 2n = 40.

### Размножение и онтогенез
Цветет в июне—июле; плодоносит в июле—августе.
Дремлик мелколистный размножается семенным путём. Вегетативное размножение для этого вида не описано. Число семян в одной коробочке в среднем составляет 1500.
Семя прорастает после инфицирования грибом, и на 6—7-й год развивается первый наземный облиственный побег, который уже может нести соцветие.

### Консортивные связи
В целом растение является преимущественно аллогамным, однако наблюдается и самоопыление.
Вид сильно микторофен, отмечается интенсивное микоризообразование с дюронским белым трюфелем (Tuber excavatum).

## Ареал и экология
Европейско-малоазиатский вид с разорванным ареалом. Встречается в Скандинавии, Центральной, Атлантической и Южной Европе, Средиземноморье, Передней Азии (северный Иран, северная Сирия). В Восточной Европе произрастает на Карпатах. Вид описан и в Азербайджане. В России встречается в Крымских горах, на Северном Кавказе (Краснодарский край между Анапой и Джубгой), также ранее указывался для Дагестана.
Теневыносливый вид, устойчивый к летне-осенней засухе. Предпочитает богатые гумусом, с низким содержанием азота почвы с нейтральной и щелочной реакцией. Произрастает в горных тенистых дубовых, грабовых, ясеневых лесах в местах со слабо развитым травяным покровом. Вид растет единично или по несколько особей. Плотность ценопопуляций крайне низкая.

## Охранный статус
На территории России вид представлен малочисленными популяциями в рамках узкого ареала. Нуждается в охране. Антропогенные лимитирующие факторы: фрагментация ареала, разрушение мест произрастания, вырубка лесов, рекреация, пожары.
Вид внесён в Приложение II Международной конвенции СИТЕС. Включён в Красные книги Краснодарского края (2017) — статус 2 ИС, исчезающий вид; Республики Крым (2015) — статус 3, редкий вид; города Севастополя (2016), Республики Южная Осетия (2017), Азербайджана — категория VU D2; Украины.
Охраняется на территории государственного природного заповедника «Утриш», в Кавказском государственном биосферном заповеднике и Сочинском национальном парке; в Крыму охраняется в Ялтинском горно-лесном, Крымском и Карадагском природных заповедниках, в природном заповеднике «Мыс Мартьян» и других особо охраняемых природных территориях.

## Классификация
Описаны внутривидовые гибриды с дремликами тёмно-красным и широколистным.

### Таксономическая схема
|  |                                      |  |                                                             |                                                             |                    |  | ещё 13 семейств (согласно Системе APG IV) | ещё 13 семейств (согласно Системе APG IV)                             |                                                                       |  |  |  | ещё 90—100 родов                              | ещё 90—100 родов           |  |  |
|  |                                      |  |                                                             |                                                             |                    |  | ещё 13 семейств (согласно Системе APG IV) | ещё 13 семейств (согласно Системе APG IV)                             |                                                                       |  |  |  | ещё 90—100 родов                              | ещё 90—100 родов           |  |  |
|  |                                      |  |                                                             | порядок Спаржецветные                                       |                    |  |                                           |                                                                       | подсемейство Эпидендровые                                             |  |  |  |                                               | вид Дремлик мелкоколистный |  |  |
|  |                                      |  |                                                             | порядок Спаржецветные                                       |                    |  |                                           |                                                                       | подсемейство Эпидендровые                                             |  |  |  |                                               | вид Дремлик мелкоколистный |  |  |
|  | отдел Цветковые, или Покрытосеменные |  |                                                             |                                                             | семейство Орхидные |  |                                           |                                                                       | род Дремлик                                                           |  |  |  |                                               |                            |  |  |
|  | отдел Цветковые, или Покрытосеменные |  |                                                             |                                                             |                    |  |                                           |                                                                       |                                                                       |  |  |  |                                               |                            |  |  |
|  |                                      |  | ещё 63 порядка цветковых растений (согласно Системе APG IV) | ещё 63 порядка цветковых растений (согласно Системе APG IV) |                    |  |                                           | ещё 4 подсемейства: Апостасиевые, Циприпедиевые, Ванильные и Орхидные | ещё 4 подсемейства: Апостасиевые, Циприпедиевые, Ванильные и Орхидные |  |  |  | около 60—80 видов (на территории РФ 14 видов) |                            |  |  |
|  |                                      |  |                                                             | ещё 63 порядка цветковых растений (согласно Системе APG IV) |                    |  |                                           |                                                                       | ещё 4 подсемейства: Апостасиевые, Циприпедиевые, Ванильные и Орхидные |  |  |  |                                               |                            |  |  |

### Синонимы
По информации базы данных The Plant List (2013), в синонимику вида входят следующие названия
- Amesia microphylla (Ehrh.) A.Nelson & J.F.Macbr.
- Epipactis athensis Lej.
- Epipactis atrorubens Rostk. ex Spreng., nom. illeg.
- Epipactis helleborine var. microphylla (Ehrh.) Rchb.f.
- Epipactis intermedia Schur
- Epipactis latifolia var. microphylla (Ehrh.) DC.
- Epipactis latifolia subsp. microphylla (Ehrh.) Bonnier & Layens
- Epipactis latifolia subsp. parvifolia (Pers.) K.Richt.
- Epipactis microphylla var. canescens Irmisch
- Epipactis microphylla f. canescens (Irmisch) E.G.Camus
- Epipactis microphylla var. firmior Schur
- Epipactis microphylla var. glabrescens Velen.
- Epipactis microphylla var. intermedia Schur
- Epipactis microphylla subsp. intermedia (Schur) K.Richt.
- Epipactis microphylla var. nuda Irmisch
- Helleborine microphylla (Ehrh.) Schinz & Thell.
- Helleborine microphylla var. canescens
- Helleborine microphylla f. firmior (Schur) Soó
- Helleborine microphylla f. nuda (Irmisch) Soó
- Helleborine microphylla var. nuda (Irmisch) Graber
- Limodorum microphyllum (Ehrh.) Kuntze
- Serapias athensis (Lej.) Hocq., nom. illeg.
- Serapias latifolia var. microphylla (Ehrh.) Pers
- Serapias latifolia var. parvifolia Pers.
- Serapias microphylla Ehrh.